# Urophora variabilis
Urophora variabilis
 es una especie de insecto del género Urophora de la familia Tephritidae del orden Diptera. 
Friedrich Hermann Loew la describió científicamente por primera vez en el año 1869.